# Procecidochares utilis
Procecidochares utilis är en tvåvingeart som beskrevs av Stone 1947. Procecidochares utilis ingår i släktet Procecidochares och familjen borrflugor. Inga underarter finns listade i Catalogue of Life.